# Dargomyschski-Gletscher
Der Dargomyschski-Gletscher (russisch Ледник Даргомыжского Lednik Dargomyschskowo) ist ein Gletscher auf der Alexander-I.-Insel vor der Westküste der Antarktischen Halbinsel. Er fließt von den Staccato Peaks in westlicher Richtung zum Williams Inlet.
Die Akademie der Wissenschaften der UdSSR benannte ihn 1987 nach dem russischen Komponisten Alexander Dargomyschski (1813–1869).